# Joseph Velly

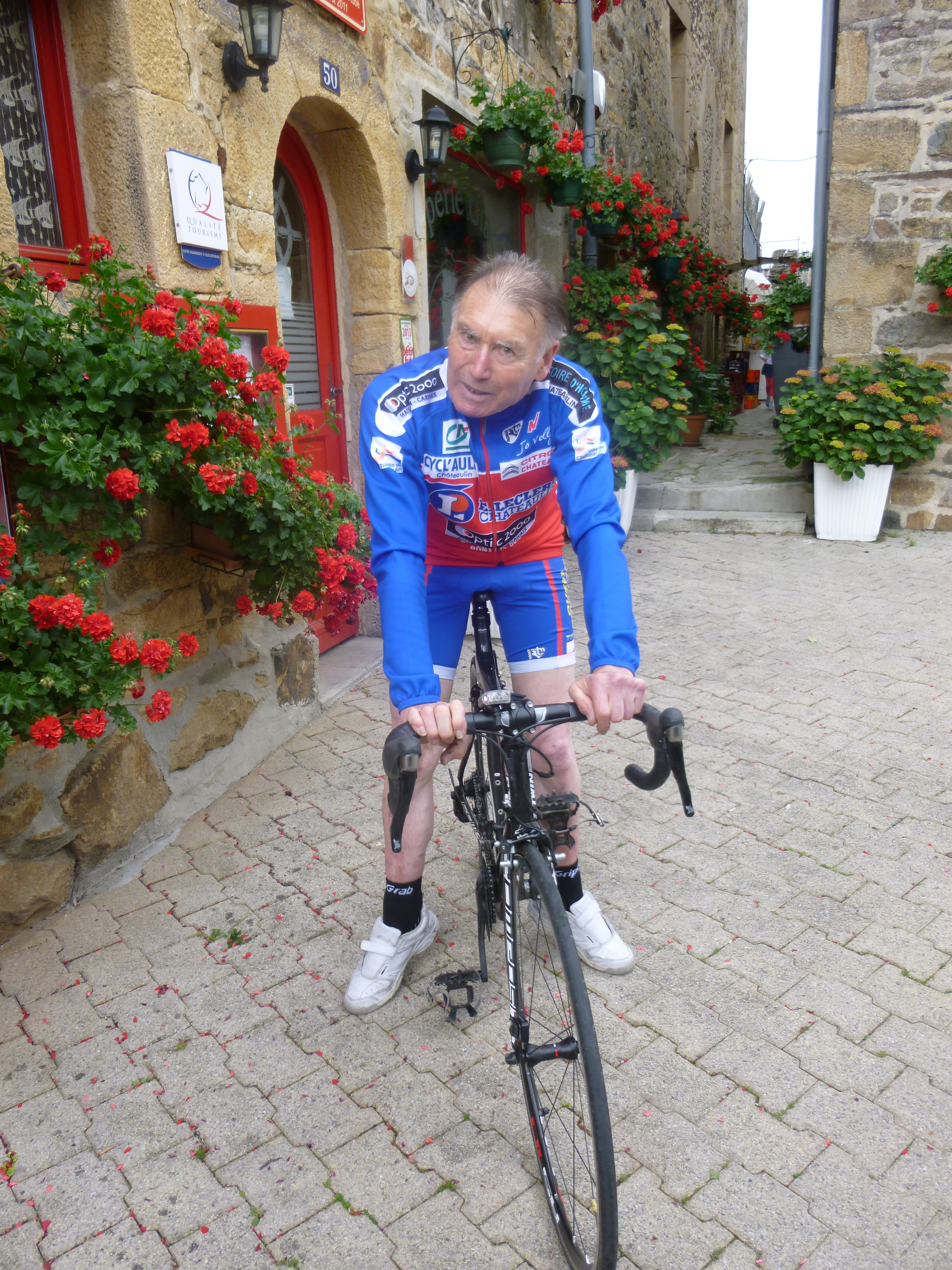
Joseph Velly (2013)

Joseph „Jo“ Velly (* 10. März 1938 in Crozon; † 29. September 2016 ebenda) war ein französischer Radrennfahrer und nationaler Meister im Radsport.

## Sportliche Laufbahn
Velly fuhr in der Saison 1957 bis 1959 als Unabhängiger, bevor er 1960 einen Vertrag im Radsportteam Mercier-BP-Hutchinson als Profi erhielt. 1960 gewann er das Einzelzeitfahren um den Grand Prix de France vor Jean Jourden und wurde Zweiter der nationalen Meisterschaft in der Einerverfolgung auf der Bahn. Den Titel in der Einerverfolgung gewann er dann 1961 vor Albert Bouvet. Mit Ercole Baldini als Partner siegte er in der Trofeo Baracchi. 1962 wurde seine erfolgreichste Saison als Profi. Er gewann Etappen bei Paris–Nizza, im Critérium du Dauphiné Libéré und in der Tour du Sud-Est sowie den Grand Prix Stan Ockers.
1963 siegte er erneut in der Trofeo Baracchi, nun mit Joseph Novales als Partner. Beide schlugen Jacques Anquetil und Raymond Poulidor um neun Sekunden. Auch eine Etappe der Tour de Romandie konnte er gewinnen. 1962 und 1963 bestritt er die Tour de France, kam aber nicht bis ins Ziel nach Paris.
Bis zum Ende seiner Laufbahn erzielte er noch Siege in einigen Kriterien. Seit 2004 wird jedes Jahr vom Véloce Club Châteaulinois ein Rennen mit dem Namen Jo Velly organisiert.

## Berufliches
Nach seiner Laufbahn als Profi arbeitete Velly in seiner Heimatstadt Crozon als Kraftfahrer.